# 内海三十八職
内海三十八職（ないかいさんじゅうはっしき）とは、江戸時代から東京湾で認められてきた38の漁法のこと。内湾三十八職とも。

## 概要
江戸時代の内海（江戸湾）は、江戸城に魚を献上できる御菜八ケ浦（金杉浦・本芝浦・品川浦・大井御林浦・羽田浦・生麦浦・子安新宿浦・神奈川浦）や本牧浦をはじめとする大小の漁村が相模国から上総国にまたがる形で広がっていた。これらの漁村では江戸幕府や諸藩の御用を務める浦とそれ以外の浦の漁場を巡る争いに加え、大量漁獲を意図した新規漁法によって乱獲が行われ、周辺漁村が不漁になったとする訴えも相次ぎ、19世紀に入ると深刻な問題となった。
そのため、文化13年（1816年）6月、内海沿岸の相模・武蔵・上総の漁村44の代表が集まって会合を開き、1通の議定書を作成した。その内容は各漁村は毎年春に会合を開くこと。御菜八ケ浦が年番で代表を務め、会合の開催やその他重要なことは廻状によってそれぞれの村に伝えること。また各郡にも年番の惣代を置いて議定書の内容を守らせるとともに御菜八ケ浦や他郡の惣代との連絡を行うこと。新規漁法を原則禁止とし、どうしても行いたいとする希望が出されたならば会合における合意を得ること。などが定められた。
44の村々の取り決めは明治まで続いたが、先の議定書には何をもって新規漁法とみなすのかが明記されておらず、また各村とも乱獲を防ぐべきとすることでは合致していたものの、その一方で自己の村を豊かにするために漁獲量の増大を望むと言う矛盾した思惑の中でその後も新規漁法を巡るトラブルは絶えなかった。特に安政6年（1859年）に金杉浦・本芝浦が新規漁法である海老桁を用いたとして41ケ村が両浦を江戸幕府に訴え、これに対して両浦と以前同様の漁法を用いたとして謝罪を行った品川浦が反論したことから訴訟となった。翌万延元年（1860年）に入って審理を担当した勘定奉行根岸衛奮は41ケ村が従来漁法と主張する34職に実害が少ないとされた小貝桁を加えた35職を正規の漁法とすることで内済を提案し、44ケ村全ての合意を得た。この問題は慶応元年（1865年）に品川浦が再度海老桁を用いたことから訴訟が再燃した。訴訟自体は先の合意に基づき35職に含まれていない海老桁の禁止が確認されたが、ところが訴えたのは隣の大井猟師町のみであるにもかかわらず、品川・大井以外の他の42ケ村も文化の議定書に基づいて訴訟参加を強制され、更に費用分担も迫られたことから、明治維新の混乱も相まって上総国の村々と御菜八ケ浦およびその周辺、久良岐郡・三浦郡の3つの集団に分裂していくことになる。
明治政府が成立すると、政府は漁業の近代化と漁獲高の増加を意図したが、内海44ケ村の合意も乱獲防止の観点から無視することは出来なかった。一方、政府自身は漁業に関する具体的な政策を持ち合わせていなかったこと、慶応の海老桁訴訟をきっかけとした44ケ村の内部分裂によって、これまでの制約が緩みはじめ新規漁法が公然・非公然に行われることになった。明治14年（1881年）1月20日、内務省は省達乙第二号を出して漁場の実施調査と漁業保護・水産盛殖を図るように各府県及び漁業団体に通知した。これを受けて同年3月羽田から走水までの村々が神奈川にて協議を行い、4箇条からなる取り決めを行った。この際に漁法について再検討を行い、既存の35職を一部手直しして38職の漁法を認めることになった。これに参加した村々を中心に明治17年（1884年）に東京湾海業議定証、明治19年（1886年）には東京湾漁業規則が制定され、38職が東京湾内で「旧慣」に基づいて公式に認められた漁法「内海三十八職（内湾三十八職）」とされた。だが、一方で漁獲増大を望む行政側の意向に従って条件付きの新規漁法の許可などの事項も定められ、また禁止された漁法をあたかも38職の改良に見せかける方法も横行し、伝統的な漁法の解体が進むことになった。